# 王玉 (1919年)
王玉（1919年—2008年），男，直隶（今河北）衡水人，中华人民共和国政治人物，曾任中共河北省委组织部部长、省委常委，河北省人大常委会副主任。